# Bessin (Frankrijk)

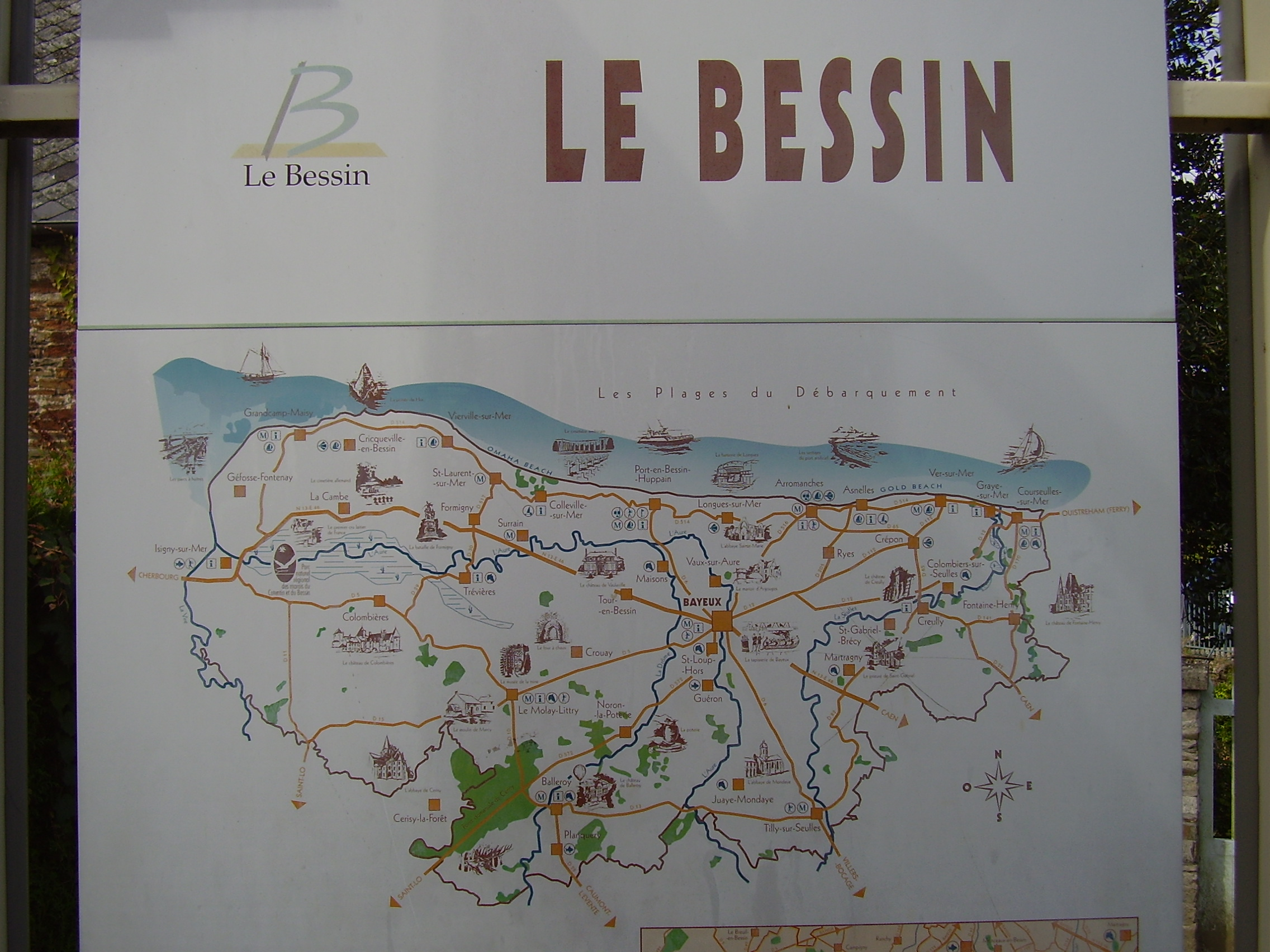
Kaart van de Bessin

De Bessin is een landstreek in Normandië in Frankrijk.
De Bessin ligt in het departement Calvados. De streek heeft in het noorden een kust aan Het Kanaal. Van oost naar west strekt het gebied zich over een 50-tal km uit van Courseulles-sur-Mer tot Isigny-sur-Mer, en naar het zuiden over een 30-tal km tot de eerste heuvels van het Armoricaans Massief.
Ten westen ligt de Cotentin, ten zuiden de Bocage Virois en ten oosten de Campagne de Caen.

## Toponiem
De naam is afgeleid van een in de laat-Romeinse tijd opgerichte bestuurlijke eenheid met de naam Pagus Baiocensis, die overeenkwam met het leefgebied van de Baiocasses. De voornaamste stad van de streek is Bayeux.
De naam wordt verwezen in de naam van verschillende (voormalige) gemeenten en plaatsen in de streek:
Asnières-en-Bessin,
Le Breuil-en-Bessin,
Cricqueville-en-Bessin,
Magny-en-Bessin,
Mandeville-en-Bessin,
Moulins-en-Bessin,
Monceaux-en-Bessin,
Monts-en-Bessin,
Norrey-en-Bessin,
Port-en-Bessin,
Port-en-Bessin-Huppain,
Putot-en-Bessin,
Secqueville-en-Bessin,
Tour-en-Bessin en
Vienne-en-Bessin.